# Łuk gnykowy
Łuk gnykowy – drugi łuk trzewiowy, który począwszy od ryb chrzęstnoszkieletowych i kościstych tworzy połączenie żuchwy z puszką mózgową. Określa się go mianem hyomandibulare, a samą czaszkę z takim połączeniem jako hyostyliczną. U płazów, gadów, ptaków i ssaków górna część łuku gnykowego (tzw. gnykowo-żuchwowa) ewoluuje w strzemiączko. Dolna część czyli chrząstka gnykowa przekształca się w kość gnykową ssaków.